# Pas cobert de la Família So
El carrer Família So és un carrer de Talavera (Segarra) inclòs a l'Inventari del Patrimoni Arquitectònic de Catalunya.

## Descripció
Hi ha un pas cobert situat al carrer Família So, delimitat per dos portals que segueix una tipologia bastant comuna en aquest tipus de construccions defensives aprofitant els baixos de les cases. El portal exterior d'arc de mig punt, conserva l'estructura primitiva visible encara als seus brancals. Amb tot, s'ha perdut les dovelles que formaven l'estructura de l'arc. El portal interior, així com el seu pas cobert, presenten notables modificacions per motius de consolidació d'aquestes estructures. El portal interior és d'arc de mig punt rebaixat i el pas cobert és de volta de canó.
En aquest pas cobert no s'ha tingut cura per unificar els criteris pel que fa a l'ús dels materials emprats, desdibuixant notablement el seu passat històric. Així doncs, podem trobar una alternança de maó, zones consolidades amb arrebossat o pedra local sense cap organització ni criteri estètic.

## Història
La família So van ser propietaris de castell de Talavera a partir de la segona meitat del segle xiv fins al segle xviii, que per casament passaren a ser dels marquesos de Rubí, fins a l'abolició dels senyorius jurisdiccionals al segle xix.